# Train Fever
A Train Fever egy 2014-ben megjelent gazdasági- és közlekedési szimulátor, mely leginkább az 1994-ben megjelent Transport Tycoon játékmenetét követi.

## Játékmenet
A játékban az a cél, hogy egy fiktív, 256 km²-es "ország" személy- és áruforgalmát megszervezzük, a városokat, a gyárakat és a nyersanyagokat vasúttal összekössük, majd azokon a személyeket és az árut szállítsuk. Ehhez 30 különböző vasúti jármű és több, mint 30 egyéb (lovaskocsi, teherautó, autóbusz, villamos) Minden célba ért szállítmány után pénz jár, melyből további vágányokat építhetünk és további járműveket vásárolhatunk. A játékmenet 1850-től 2050-ig tart, a 200 év 20 óra játékot jelent.
Szállítható árufajták: szén, vasérc, acél, fa, gabona, olaj és teheráru.

## Gépigény

### Ajánlott
- CPU: 3 GHz, négy maggal
- RAM: 4 GB
- OS: Microsoft Windows 7/8
- Videókártya: nVIDIA GeForce GTX460, 1 GB RAM vagy AMD Radeon HD 6850, 1 GB RAM
- Hangkártya
- Szabad hely:2 GB

### Minimum
- videókártya: Nvidia GeForce 8800 or ATI Radeon HD 5670 with at least 512 MB VRAM
- CPU: Intel Core 2 Duo, 2 GB RAM
- Operációs rendszer: Windows XP, Vista, 7 vagy 8
- egér: egér görgővel

## Járművek
A bemutató videóból kiderült, hogy milyen járművek is szerepelnek majd a játékban. A típusok, bár valós járművek modelljei, mégis a szerzői jogok miatt némiképp eltérnek színben, továbbá nem szerepelnek rajtuk az eredeti logók és feliratok.
- Porosz G 3
- Porosz T 3
- SBB Ce 6/8 III sorozat
- SBB Ae 4/7 sorozat
- LNER A4
- SBB CLe 2/4 sorozat
- DB E94 sorozat
- SBB Re 4/4 I
- MÁV M61 sorozat
- DB V 100 sorozat
- SBB Re 6/6
- DB 103 sorozat
- DB 218 sorozat
- MTAB IORE
- TGV

A játék felépítése nyílt, így külső készítők is készíthetnek hozzá új járműveket. A megjelenés után néhány nappal már több ingyenes kiegészítő is készült.